# 謝霜天
謝霜天（1943年10月19日—），本名謝文玖，台湾客家人，教师、作家。出生於苗栗縣銅鑼鄉芎蕉灣丘陵上的朝陽村。
父親謝長海（1887年—1967年），號鐸庵，曾連續擔任栗社六屆社長。1974年出版第一本散文集《綠樹》，之後《心畫》、《抹不去的蒼綠》、《無聲之聲》、《青山的邀約》、《熒熒燈火中》、《鄉土情懷》、《泥中有情》、葛浩文稱譽描寫蕭紅最好的一部作品《夢迴呼蘭河》等。1976年長篇小說《梅村心曲》（秋暮．冬夜．春晨），榮獲第二屆國家文藝獎；1977年當選第七屆中華民國十大傑出女青年；1981年長篇小說《渡》獲中國文藝獎章。1984年獲頒中國語文學會第十九屆中國語文獎章。尹雪曼稱其散文：「文字靈巧，而且表現真實感情。」謝霜天其寫作主題及風格為「表現鄉土、關懷社會、尊重生命、崇敬自然」。謝霜天的丈夫為作家周錦（1928年2月~1992年2月，江蘇東臺），智燕出版社發行人。

## 个人履历
出生于台湾日治时期新竹州苗栗郡铜锣庄（现苗栗县铜锣乡）。先后就读于苗栗县铜锣国民小学、台灣省立苗栗中學、淡江文理學院中文系，1981年于国立台湾师范大学国文研究所暑修班結業，后于台北市立启聪学校任教至退休。

## 主要著作
- 《梅村心曲》[3]（获1976年中华民国第二届国家文艺奖，长篇小说项目）

- 《绿树》

- 《心画》

- 《渡》

- 《霜天小品》

- 《梦回呼兰河：萧红传》[4]